# عرصه سوم
عرصه سوم یک نهاد ناسودبر در آمستردام است که در زمینه جامعه مدنی و حقوق بشر فعالیت دارد.
"عرصه سوم" همچنین مجری پروژه "در صحن" است که مردم را به مشارکت اجتماعی-سیاسی در ایران برای بهبود شرایط جامعه ترغیب می‌کنذ و همچنین هدف شفاف سازی فعالیت نمایندگان مجلس شورای اسلامی و مجلس خبرگان را دنبال می کند. .
مدیریت سازمان "عرصه سوم" به عهده کامران اشتری ولی امور سازمان توسط گروهی از تلاشگران سیاسی-اجتماعی انجام می شود. فعالیت این سازمان از سال ۲۰۱۰ آغاز شده است.